# Interlands Noord-Iers voetbalelftal 1930-1939
Deze pagina toont een chronologisch en gedetailleerd overzicht van de interlands die het Noord-Iers voetbalelftal heeft gespeeld in de periode 1930 – 1939.

## Interlands

### 1930
|                                                                                         |                                                               |       |       |                                                                          |
| 1 februari British Home Championship 1929/30 № 129 «onderlinge duels» 15:00 uur (UTC+1) | Noord-Ierland                                                 | 7 – 0 | Wales | Celtic Park, Belfast Toeschouwers: 16.000 Scheidsrechter: Tom Crew (ENG) |
| 1 februari British Home Championship 1929/30 № 129 «onderlinge duels» 15:00 uur (UTC+1) | Joe Bambrick 12', 43', 51', 59', 64', 88' Andy McCluggage 90' |       |       | Celtic Park, Belfast Toeschouwers: 16.000 Scheidsrechter: Tom Crew (ENG) |

|                                                                                        |                                                |       |                  |                                                                                |
| 22 februari British Home Championship 1929/30 № 130 «onderlinge duels» 15:00 uur (UTC) | Schotland                                      | 3 – 1 | Noord-Ierland    | Celtic Park, Glasgow Toeschouwers: 31.808 Scheidsrechter: Arnold Josephs (ENG) |
| 22 februari British Home Championship 1929/30 № 130 «onderlinge duels» 15:00 uur (UTC) | Hughie Gallacher 32', 61' George Stevenson 72' |       | 39' Harold McCaw | Celtic Park, Glasgow Toeschouwers: 31.808 Scheidsrechter: Arnold Josephs (ENG) |

|                                                                                       |                                                                             |       |                 |                                                                                 |
| 20 oktober British Home Championship 1930/31 № 131 «onderlinge duels» 15:00 uur (UTC) | Engeland                                                                    | 5 – 1 | Noord-Ierland   | Bramall Lane, Sheffield Toeschouwers: 35.000 Scheidsrechter: John Thomson (SCO) |
| 20 oktober British Home Championship 1930/31 № 131 «onderlinge duels» 15:00 uur (UTC) | Harry Burgess 15', 35' Jimmy Hampson 25' Sammy Crooks 30' Eric Houghton 40' |       | 80' Jimmy Dunne | Bramall Lane, Sheffield Toeschouwers: 35.000 Scheidsrechter: John Thomson (SCO) |

### 1931
|                                                                                        |               |       |           |                                                                            |
| 21 februari British Home Championship 1930/31 № 132 «onderlinge duels» 15:00 uur (UTC) | Noord-Ierland | 0 – 0 | Schotland | Windsor Park, Belfast Toeschouwers: 27.000 Scheidsrechter: Bert Hull (ENG) |
| 21 februari British Home Championship 1930/31 № 132 «onderlinge duels» 15:00 uur (UTC) |               |       |           | Windsor Park, Belfast Toeschouwers: 27.000 Scheidsrechter: Bert Hull (ENG) |

|                                                                                       |                                                       |       |                                 |                                                                                      |
| 22 april British Home Championship 1930/31 № 133 «onderlinge duels» 15:00 uur (UTC+1) | Wales                                                 | 3 – 2 | Noord-Ierland                   | Racecourse Ground, Wrexham Toeschouwers: 11.000 Scheidsrechter: William Harper (ENG) |
| 22 april British Home Championship 1930/31 № 133 «onderlinge duels» 15:00 uur (UTC+1) | Charlie Phillips 3' Tom Griffiths 40' Fred Warren 69' |       | 52' Jimmy Dunne 72' Dick Rowley | Racecourse Ground, Wrexham Toeschouwers: 11.000 Scheidsrechter: William Harper (ENG) |

|                                                                                           |                                                       |       |                 |                                                                                 |
| 19 september British Home Championship 1931/32 № 134 «onderlinge duels» 15:00 uur (UTC+1) | Schotland                                             | 3 – 1 | Noord-Ierland   | Ibrox Stadium, Glasgow Toeschouwers: 33.000 Scheidsrechter: Isaac Caswell (ENG) |
| 19 september British Home Championship 1931/32 № 134 «onderlinge duels» 15:00 uur (UTC+1) | George Stevenson 5' Jimmy McGrory 34' Bob McPhail 65' |       | 21' Jimmy Dunne | Ibrox Stadium, Glasgow Toeschouwers: 33.000 Scheidsrechter: Isaac Caswell (ENG) |

|                                                                                       |                                 |       |                                                                           |                                                                              |
| 17 oktober British Home Championship 1931/32 № 135 «onderlinge duels» 15:00 uur (UTC) | Noord-Ierland                   | 2 – 6 | Engeland                                                                  | Windsor Park, Belfast Toeschouwers: 40.000 Scheidsrechter: Hugh Watson (SCO) |
| 17 oktober British Home Championship 1931/32 № 135 «onderlinge duels» 15:00 uur (UTC) | Jimmy Dunne 40' Jimmy Kelly 90' |       | 10' John Smith 11', 50' Tom Waring 30' Ernest Hine 60', 85' Eric Houghton | Windsor Park, Belfast Toeschouwers: 40.000 Scheidsrechter: Hugh Watson (SCO) |

|                                                                                       |                                                         |       |       |                                                                              |
| 5 december British Home Championship 1931/32 № 136 «onderlinge duels» 14:30 uur (UTC) | Noord-Ierland                                           | 4 – 0 | Wales | Windsor Park, Belfast Toeschouwers: 11.000 Scheidsrechter: Percy Snape (ENG) |
| 5 december British Home Championship 1931/32 № 136 «onderlinge duels» 14:30 uur (UTC) | Willie Millar 32' Jimmy Kelly 71', 77' Joe Bambrick 81' |       |       | Windsor Park, Belfast Toeschouwers: 11.000 Scheidsrechter: Percy Snape (ENG) |

### 1932
|                                                                                           |               |                                                      |           |                                                                                 |
| 17 september British Home Championship 1932/33 № 137 «onderlinge duels» 15:00 uur (UTC+1) | Noord-Ierland | 0 – 4                                                | Schotland | Windsor Park, Belfast Toeschouwers: 40.000 Scheidsrechter: William Harper (ENG) |
| 17 september British Home Championship 1932/33 № 137 «onderlinge duels» 15:00 uur (UTC+1) |               | 3' Jimmy King 27', 68' Bob McPhail 76' Jimmy McGrory |           | Windsor Park, Belfast Toeschouwers: 40.000 Scheidsrechter: William Harper (ENG) |

|                                                                                       |                   |       |               |                                                                                   |
| 17 oktober British Home Championship 1932/33 № 138 «onderlinge duels» 15:00 uur (UTC) | Engeland          | 1 – 0 | Noord-Ierland | Bloomfield Road, Blackpool Toeschouwers: 23.000 Scheidsrechter: Hugh Watson (SCO) |
| 17 oktober British Home Championship 1932/33 № 138 «onderlinge duels» 15:00 uur (UTC) | Bobby Barclay 30' |       |               | Bloomfield Road, Blackpool Toeschouwers: 23.000 Scheidsrechter: Hugh Watson (SCO) |

|                                                                                       |                                             |       |                 |                                                                                    |
| 7 december British Home Championship 1932/33 № 139 «onderlinge duels» 14:30 uur (UTC) | Wales                                       | 4 – 1 | Noord-Ierland   | Racecourse Ground, Wrexham Toeschouwers: 8.500 Scheidsrechter: George Hewitt (ENG) |
| 7 december British Home Championship 1932/33 № 139 «onderlinge duels» 14:30 uur (UTC) | Dai Astley 47', 78' Walter Robbins 48', 87' |       | 27' Sam English | Racecourse Ground, Wrexham Toeschouwers: 8.500 Scheidsrechter: George Hewitt (ENG) |

### 1933
|                                                                                           |                 |       |                     |                                                                            |
| 16 september British Home Championship 1933/34 № 140 «onderlinge duels» 15:00 uur (UTC+1) | Schotland       | 1 – 2 | Noord-Ierland       | Celtic Park, Glasgow Toeschouwers: 27.135 Scheidsrechter: Eddie Wood (ENG) |
| 16 september British Home Championship 1933/34 № 140 «onderlinge duels» 15:00 uur (UTC+1) | Bob McPhail 84' |       | 8', 13' Davy Martin | Celtic Park, Glasgow Toeschouwers: 27.135 Scheidsrechter: Eddie Wood (ENG) |

|                                                                                       |               |                                                    |          |                                                                              |
| 14 oktober British Home Championship 1933/34 № 141 «onderlinge duels» 15:00 uur (UTC) | Noord-Ierland | 0 – 3                                              | Engeland | Windsor Park, Belfast Toeschouwers: 33.000 Scheidsrechter: Hugh Watson (SCO) |
| 14 oktober British Home Championship 1933/34 № 141 «onderlinge duels» 15:00 uur (UTC) |               | 30' Eric Brook 51' Tommy Grosvenor 60' Jack Bowers |          | Windsor Park, Belfast Toeschouwers: 33.000 Scheidsrechter: Hugh Watson (SCO) |

|                                                                                       |               |       |               |                                                                               |
| 4 november British Home Championship 1933/34 № 142 «onderlinge duels» 14:45 uur (UTC) | Noord-Ierland | 1 – 1 | Wales         | Windsor Park, Belfast Toeschouwers: 20.000 Scheidsrechter: Mungo Hutton (SCO) |
| 4 november British Home Championship 1933/34 № 142 «onderlinge duels» 14:45 uur (UTC) | Sam Jones 59' |       | 4' Pat Glover | Windsor Park, Belfast Toeschouwers: 20.000 Scheidsrechter: Mungo Hutton (SCO) |

### 1934
|                                                                                       |                                    |       |                       |                                                                           |
| 20 oktober British Home Championship 1934/35 № 143 «onderlinge duels» 15:00 uur (UTC) | Noord-Ierland                      | 2 – 1 | Schotland             | Windsor Park, Belfast Toeschouwers: 39.752 Scheidsrechter: Bert Mee (ENG) |
| 20 oktober British Home Championship 1934/35 № 143 «onderlinge duels» 15:00 uur (UTC) | Davy Martin 80' Jackie Coulter 90' |       | 40' Patrick Gallacher | Windsor Park, Belfast Toeschouwers: 39.752 Scheidsrechter: Bert Mee (ENG) |

### 1935
|                                                                                       |                       |       |                    |                                                                                 |
| 6 februari British Home Championship 1934/35 № 144 «onderlinge duels» 13:00 uur (UTC) | Engeland              | 2 – 1 | Noord-Ierland      | Goodison Park, Liverpool Toeschouwers: 32.000 Scheidsrechter: Willie Webb (SCO) |
| 6 februari British Home Championship 1934/35 № 144 «onderlinge duels» 13:00 uur (UTC) | Cliff Bastin 21', 70' |       | 50' Alex Stevenson | Goodison Park, Liverpool Toeschouwers: 32.000 Scheidsrechter: Willie Webb (SCO) |

|                                                                                     |                                                                |       |                  |                                                                                    |
| 27 maart British Home Championship 1934/35 № 145 «onderlinge duels» 16:00 uur (UTC) | Wales                                                          | 3 – 1 | Noord-Ierland    | Racecourse Ground, Wrexham Toeschouwers: 17.000 Scheidsrechter: Peco Bauwens (GER) |
| 27 maart British Home Championship 1934/35 № 145 «onderlinge duels» 16:00 uur (UTC) | Charles Jones 7' Charlie Phillips 23' (pen.) Idris Hopkins 85' |       | 22' Joe Bambrick | Racecourse Ground, Wrexham Toeschouwers: 17.000 Scheidsrechter: Peco Bauwens (GER) |

|                                                                                       |                  |       |                      |                                                                              |
| 19 oktober British Home Championship 1935/36 № 146 «onderlinge duels» 15:00 uur (UTC) | Noord-Ierland    | 1 – 3 | Engeland             | Windsor Park, Belfast Toeschouwers: 28.000 Scheidsrechter: Willie Webb (SCO) |
| 19 oktober British Home Championship 1935/36 № 146 «onderlinge duels» 15:00 uur (UTC) | Jackie Brown 18' |       | 66', 69' Fred Tilson | Windsor Park, Belfast Toeschouwers: 28.000 Scheidsrechter: Willie Webb (SCO) |

|                                                                                        |                                   |       |                 |                                                                                      |
| 13 november British Home Championship 1935/36 № 147 «onderlinge duels» 14:30 uur (UTC) | Schotland                         | 2 – 1 | Noord-Ierland   | Tynecastle Park, Edinburgh Toeschouwers: 29.000 Scheidsrechter: Harry Nattrass (ENG) |
| 13 november British Home Championship 1935/36 № 147 «onderlinge duels» 14:30 uur (UTC) | Tommy Walker 60' Dally Duncan 89' |       | 49' Jimmy Kelly | Tynecastle Park, Edinburgh Toeschouwers: 29.000 Scheidsrechter: Harry Nattrass (ENG) |

### 1936
|                                                                                     |                                                        |       |                                     |                                                                                |
| 11 maart British Home Championship 1935/36 № 148 «onderlinge duels» 15:00 uur (UTC) | Noord-Ierland                                          | 3 – 2 | Wales                               | Celtic Park, Belfast Toeschouwers: 20.000 Scheidsrechter: Harry Nattrass (ENG) |
| 11 maart British Home Championship 1935/36 № 148 «onderlinge duels» 15:00 uur (UTC) | Jimmy Gibb 34' Alex Stevenson 61' Norman Kernaghan 80' |       | 30' Dai Astley 43' Charlie Phillips | Celtic Park, Belfast Toeschouwers: 20.000 Scheidsrechter: Harry Nattrass (ENG) |

|                                                                                       |                      |       |                                                       |                                                                                 |
| 31 oktober British Home Championship 1936/37 № 149 «onderlinge duels» 15:00 uur (UTC) | Noord-Ierland        | 1 – 3 | Schotland                                             | Windsor Park, Belfast Toeschouwers: 45.000 Scheidsrechter: Tommy Thompson (ENG) |
| 31 oktober British Home Championship 1936/37 № 149 «onderlinge duels» 15:00 uur (UTC) | Norman Kernaghan 26' |       | 28' Charlie Napier 46' Alex Munro 62' David McCulloch | Windsor Park, Belfast Toeschouwers: 45.000 Scheidsrechter: Tommy Thompson (ENG) |

|                                                                                        |                                                    |       |               |                                                                                        |
| 18 november British Home Championship 1936/37 № 150 «onderlinge duels» 14:30 uur (UTC) | Engeland                                           | 3 – 1 | Noord-Ierland | Victoria Ground, Stoke-on-Trent Toeschouwers: 47.886 Scheidsrechter: Willie Webb (SCO) |
| 18 november British Home Championship 1936/37 № 150 «onderlinge duels» 14:30 uur (UTC) | Raich Carter 30' Cliff Bastin 67' Fred Worrall 75' |       | 43' Tom Davis | Victoria Ground, Stoke-on-Trent Toeschouwers: 47.886 Scheidsrechter: Willie Webb (SCO) |

### 1937
|                                                                                     |                                                    |       |                    |                                                                                    |
| 17 maart British Home Championship 1936/37 № 151 «onderlinge duels» 16:30 uur (UTC) | Wales                                              | 4 – 1 | Noord-Ierland      | Racecourse Ground, Wrexham Toeschouwers: 19.000 Scheidsrechter: Jimmy Jewell (ENG) |
| 17 maart British Home Championship 1936/37 № 151 «onderlinge duels» 16:30 uur (UTC) | Bryn Jones 25' Pat Glover 33', 51' Fred Warren 65' |       | 62' Alex Stevenson | Racecourse Ground, Wrexham Toeschouwers: 19.000 Scheidsrechter: Jimmy Jewell (ENG) |

|                                                                                       |                    |       |                                                           |                                                                              |
| 23 oktober British Home Championship 1937/38 № 152 «onderlinge duels» 15:00 uur (UTC) | Noord-Ierland      | 1 – 5 | Engeland                                                  | Windsor Park, Belfast Toeschouwers: 36.000 Scheidsrechter: Willie Webb (SCO) |
| 23 oktober British Home Championship 1937/38 № 152 «onderlinge duels» 15:00 uur (UTC) | Alex Stevenson 89' |       | 10', 20', 55' George Mills 58' Willie Hall 75' Eric Brook | Windsor Park, Belfast Toeschouwers: 36.000 Scheidsrechter: Willie Webb (SCO) |

|                                                                                        |                 |       |                   |                                                                                     |
| 10 november British Home Championship 1937/38 № 153 «onderlinge duels» 14:40 uur (UTC) | Schotland       | 1 – 1 | Noord-Ierland     | Pittodrie Stadium, Aberdeen Toeschouwers: 21.878 Scheidsrechter: Jimmy Jewell (ENG) |
| 10 november British Home Championship 1937/38 № 153 «onderlinge duels» 14:40 uur (UTC) | Jimmy Smith 48' |       | 15' Peter Doherty | Pittodrie Stadium, Aberdeen Toeschouwers: 21.878 Scheidsrechter: Jimmy Jewell (ENG) |

### 1938
|                                                                                     |                  |       |       |                                                                                    |
| 16 maart British Home Championship 1937/38 № 154 «onderlinge duels» 15:00 uur (UTC) | Noord-Ierland    | 1 – 0 | Wales | Windsor Park, Belfast Toeschouwers: 14.000 Scheidsrechter: Reginald Mortimer (ENG) |
| 16 maart British Home Championship 1937/38 № 154 «onderlinge duels» 15:00 uur (UTC) | Joe Bambrick 78' |       |       | Windsor Park, Belfast Toeschouwers: 14.000 Scheidsrechter: Reginald Mortimer (ENG) |

|                                                                                      |               |                                    |           |                                                                                    |
| 8 oktober British Home Championship 1938/39 № 155 «onderlinge duels» 15:00 uur (UTC) | Noord-Ierland | 0 – 2                              | Schotland | Windsor Park, Belfast Toeschouwers: 36.000 Scheidsrechter: Reginald Mortimer (ENG) |
| 8 oktober British Home Championship 1938/39 № 155 «onderlinge duels» 15:00 uur (UTC) |               | 34' Jimmy Delaney 49' Tommy Walker |           | Windsor Park, Belfast Toeschouwers: 36.000 Scheidsrechter: Reginald Mortimer (ENG) |

|                                                                                        |                                                                          |       |               |                                                                                    |
| 16 november British Home Championship 1938/39 № 156 «onderlinge duels» 14:30 uur (UTC) | Engeland                                                                 | 7 – 0 | Noord-Ierland | Old Trafford, Stretford Toeschouwers: 40.386 Scheidsrechter: Peter Craigmyle (SCO) |
| 16 november British Home Championship 1938/39 № 156 «onderlinge duels» 14:30 uur (UTC) | Tommy Lawton 8' Willie Hall 36', 38', 40', 55', 65' Stanley Matthews 75' |       |               | Old Trafford, Stretford Toeschouwers: 40.386 Scheidsrechter: Peter Craigmyle (SCO) |

### 1939
|                                                                                     |                                                 |       |                     |                                                                                     |
| 15 maart British Home Championship 1938/39 № 157 «onderlinge duels» 16:30 uur (UTC) | Wales                                           | 3 – 1 | Noord-Ierland       | Racecourse Ground, Wrexham Toeschouwers: 22.997 Scheidsrechter: Arthur Barton (ENG) |
| 15 maart British Home Championship 1938/39 № 157 «onderlinge duels» 16:30 uur (UTC) | Horace Cumner 7' Pat Glover 20' Les Boulter 62' |       | 15' Dudley Milligan | Racecourse Ground, Wrexham Toeschouwers: 22.997 Scheidsrechter: Arthur Barton (ENG) |

België · Bulgarije · Denemarken · Duitsland · Engeland · Estland · Finland · Frankrijk · Griekenland · Hongarije · Ierland · Israël · Italië · Joegoslavië · Letland · Litouwen · Luxemburg · Nederland · Noord-Ierland · Noorwegen · Oostenrijk · Polen · Portugal · Roemenië · Schotland · Spanje · Tsjecho-Slowakije · Turkije · Wales · Zweden · Zwitserland
IFA · A-internationals · Selecties · Bondscoaches · Noord-Iers vrouwenelftal · Brits olympisch elftal · N-Ierland U21 · N-Ierland U20 · N-Ierland U19 · N-Ierland U18 · N-Ierland U17 · N-Ierland U16
1882 – 1899 ·
1900 – 1919 ·
1920 – 1929 ·
1930 – 1939 ·
1940 – 1949 ·
1950 – 1959 ·
1960 – 1969 ·
1970 – 1979 ·
1980 – 1989 ·
1990 – 1999 ·
2000 – 2009 ·
2010 – 2019 ·
2020 – 2029
EK 2016
WK 1958 · 
WK 1982 · 
WK 1986
1921 · 
1922 · 
1923 · 
1924 · 
1925 · 
1926 · 
1927 · 
1928 · 
1929 · 
1930 · 
1931 · 
1932 · 
1933 · 
1934 · 
1935 · 
1936 · 
1937 · 
1938 · 
1939 · 
1940 · 1941 · 1942 · 1943 · 1944 · 1945 · 
1946 · 
1947 · 
1948 · 
1949 · 
1950 · 
1952 · 
1952 · 
1953 · 
1954 · 
1955 · 
1956 · 
1957 · 
1958 · 
1959 · 
1960 · 
1961 · 
1962 · 
1963 · 
1964 · 
1965 · 
1966 · 
1967 · 
1968 · 
1969 · 
1970 · 
1971 · 
1972 · 
1973 · 
1974 · 
1975 · 
1976 · 
1977 · 
1978 · 
1979 · 
1980 · 
1981 · 
1982 · 
1983 · 
1984 · 
1985 · 
1986 · 
1987 · 
1988 · 
1989 · 
1990 ·
1991 · 
1992 · 
1993 · 
1994 · 
1995 · 
1996 · 
1997 · 
1998 · 
1999 · 
2000 · 
2001 · 
2002 · 
2003 · 
2004 · 
2005 · 
2006 · 
2007 · 
2008 · 
2009 · 
2010 · 
2011 · 
2012 · 
2013 · 
2014 · 
2015 · 
2016 · 
2017 · 
2018 · 
2019 · 
2020 · 
2021 ·
2022 ·
2023 ·
2024
Albanië ·
Algerije ·
Andorra ·
Argentinië ·
Armenië ·
Australië ·
Azerbeidzjan ·
Barbados ·
België ·
Bosnië en Herzegovina ·
Brazilië ·
Bulgarije ·
Canada ·
Chili ·
Colombia ·
Costa Rica ·
Cyprus ·
Denemarken ·
Duitsland ·
Engeland ·
Estland ·
Faeröer ·
Finland ·
Frankrijk ·
Georgië · 
Griekenland ·
Honduras ·
Hongarije ·
Ierland ·
IJsland ·
Israël ·
Italië ·
Joegoslavië ·
Kazachstan ·
Kosovo ·
Kroatië ·
Letland ·
Liechtenstein ·
Litouwen ·
Luxemburg · 
Malta ·
Marokko ·
Mexico ·
Moldavië ·
Montenegro ·
Nederland ·
Nieuw-Zeeland ·
Noorwegen ·
Oekraïne ·
Oostenrijk ·
Panama ·
Polen ·
Portugal ·
Qatar ·
Roemenië ·
Rusland ·
Saint Kitts en Nevis ·
San Marino ·
Schotland ·
Servië ·
Servië en Montenegro ·
Slovenië ·
Slowakije ·
Sovjet-Unie ·
Spanje ·
Thailand ·
Trinidad en Tobago ·
Tsjechië ·
Tsjecho-Slowakije ·
Turkije ·
Uruguay ·
Verenigde Staten ·
Wales ·
Wit-Rusland · 
Zuid-Korea ·
Zweden ·
Zwitserland
Frankrijk (1982) · Oekraïne (2016) · Oostenrijk (1982) · Polen (2016)